# ثيودور شيرير
ثيودور شيرير (بالألمانية: Theodor Scherer)‏ هو عسكري ألماني، ولد في 17 سبتمبر 1889 في هوشتات أن در دوناو في ألمانيا، وتوفي في 17 مايو 1951 في لودفيغسبورغ في ألمانيا بسبب حادث مرور.